# Barry Lynch
Barrie John Lynch (Northfield, 8 giugno 1951) è un ex calciatore inglese, di ruolo difensore.

## Carriera
Giunge all'Aston Villa nel giugno 1967, con cui firma il suo primo contatto professionale nel gennaio 1969. Lynch milita con i Villans sino al 1970, compreso un prestito all'Oldham Athletic nel 1969, giocando tre incontri ufficiali, due in campionato ed un in FA Cup.
Nel 1971 si trasferisce negli Stati Uniti d'America per giocare nella North American Soccer League in forza agli Atlanta Chiefs. Con gli Chiefs giunge alle finali della NASL 1971 dopo aver vinto la Southern Division ed aver superato in semifinale i N.Y. Cosmos, venendo sconfitto con i suoi dai texani del Dallas Tornado.
Nel 1972 torna in patria per giocare con il club di Third Division del Grimsby Town. Nelle due stagioni seguenti scende di categoria per giocare con lo Scunthorpe Utd.
Nella stagione 1975 ritorna negli Stati Uniti per giocare con i neonati Portland Timbers, guidati dall'ex allenatore dei Villans Vic Crowe. Con i Timbers vinse la Pacific Division, giungendo a disputare la finale del torneo, la sua seconda personale, perdendola contro i T.B. Rowdies.
Torna nuovamente a giocare in patria con il Torquay Utd, club di quarta divisione, nel quale milita per due stagioni.
Nella stagione 1977 torna ai Timbers, con cui però questa volta non supera la fase a gironi del torneo.